# Eodryas issiformis
Eodryas issiformis är en insektsart som först beskrevs av Matsumura 1914.  Eodryas issiformis ingår i släktet Eodryas och familjen Tropiduchidae. Inga underarter finns listade i Catalogue of Life.